# Longin Bielak
Longin Bielak (ur. 9 września 1926) – polski kierowca wyścigowy. Jest posiadaczem 21 tytułów Mistrza i Wicemistrza Polski w wyścigach i rajdach samochodowych.
Sportową karierę Longin Bielak rozpoczął zaraz po II wojnie światowej, w 1949 roku. Przez cały czas jej trwania do lat siedemdziesiątych, był zawodnikiem startującym jednocześnie w rajdach i wyścigach samochodowych. Jednakże to wyścigi były największą jego pasją, a startował w nich głównie za kierownicą wyścigowych samochodów jednomiejscowych (formuł). W latach 50. zbudował jako jeden z pierwszych, samochód wyścigowy tzw. SAM, na którym zdobywał tytuły mistrzowskie. W latach 60., startował w Formule 3 ścigając się kilkukrotnie z najlepszymi kierowcami w Europie. Udało mu się być na podium obok takich kierowców, jak Jackie Stewart czy Jochen Rindt, przed ich wejściem do Formuły 1. Jest jedynym Polakiem, który startował z sukcesami aż dziesięciokrotnie w rajdzie Monte Carlo, a także 5-krotnie w rajdzie Acropolis, które obecnie stanowią eliminacje Rajdowych Mistrzostw Świata.
Po zakończeniu kariery sportowej w latach 70. XX w. zajął się działaniami na rzecz sportu samochodowego w Polsce, jest Honorowym Prezesem Automobilklubu Polski, posiadając legitymację członkowską nr 25.
Posiada wszystkie najważniejsze odznaczenia sportowe, w tym tytuł Zasłużonego Mistrza Sportu. Otrzymał godność Członka Honorowego Automobilklubu Polski, a w 1999 roku został odznaczony przez Prezydenta RP Krzyżem Oficerskim Orderu Odrodzenia Polski.
Zawodowo Longin Bielak był dealerem samochodów marki Peugeot w podwarszawskich Łomiankach (Peugeot Longin Bielak).